# Romema (Haifa)

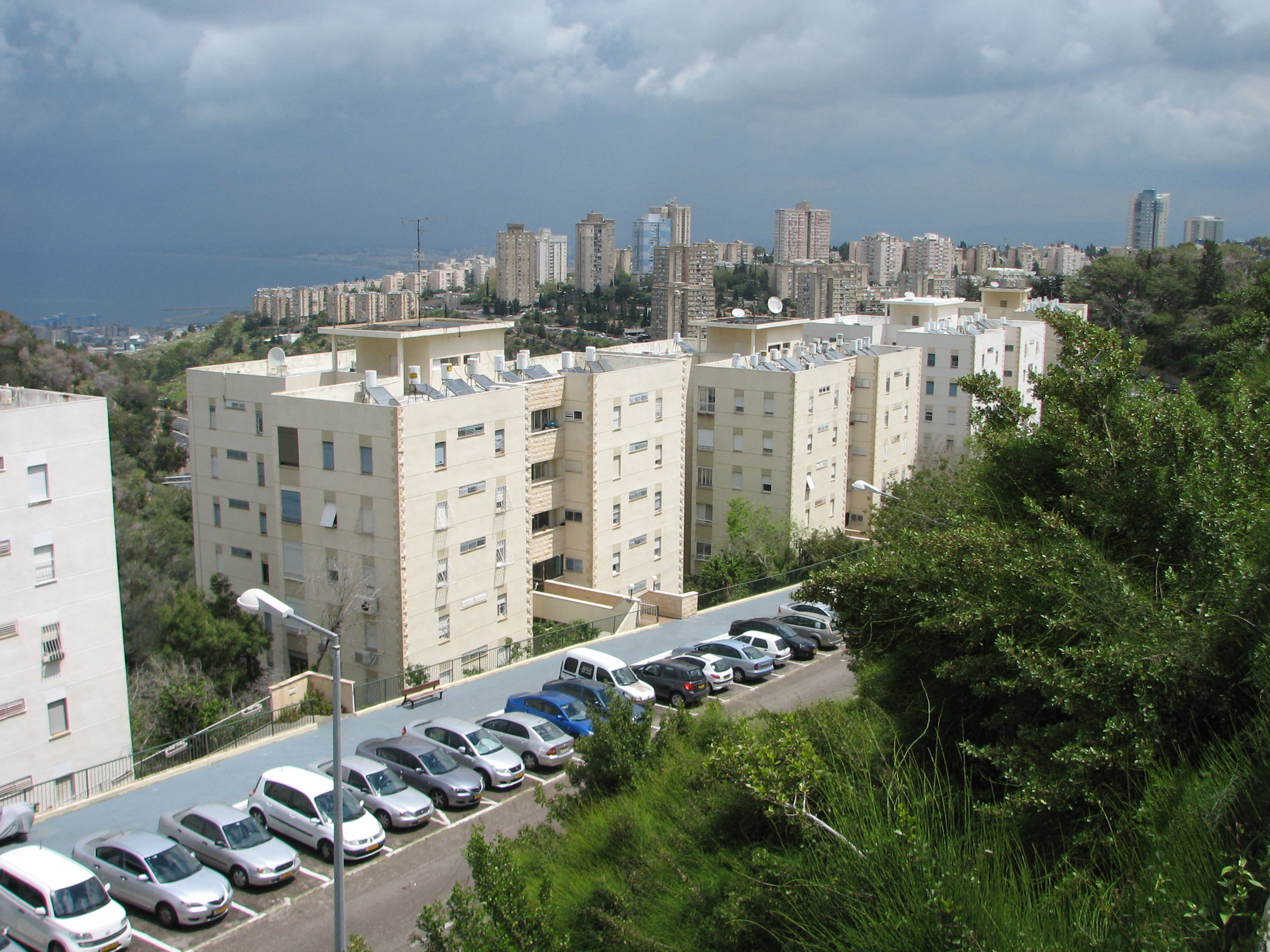
Zástavba ve čtvrti Romema

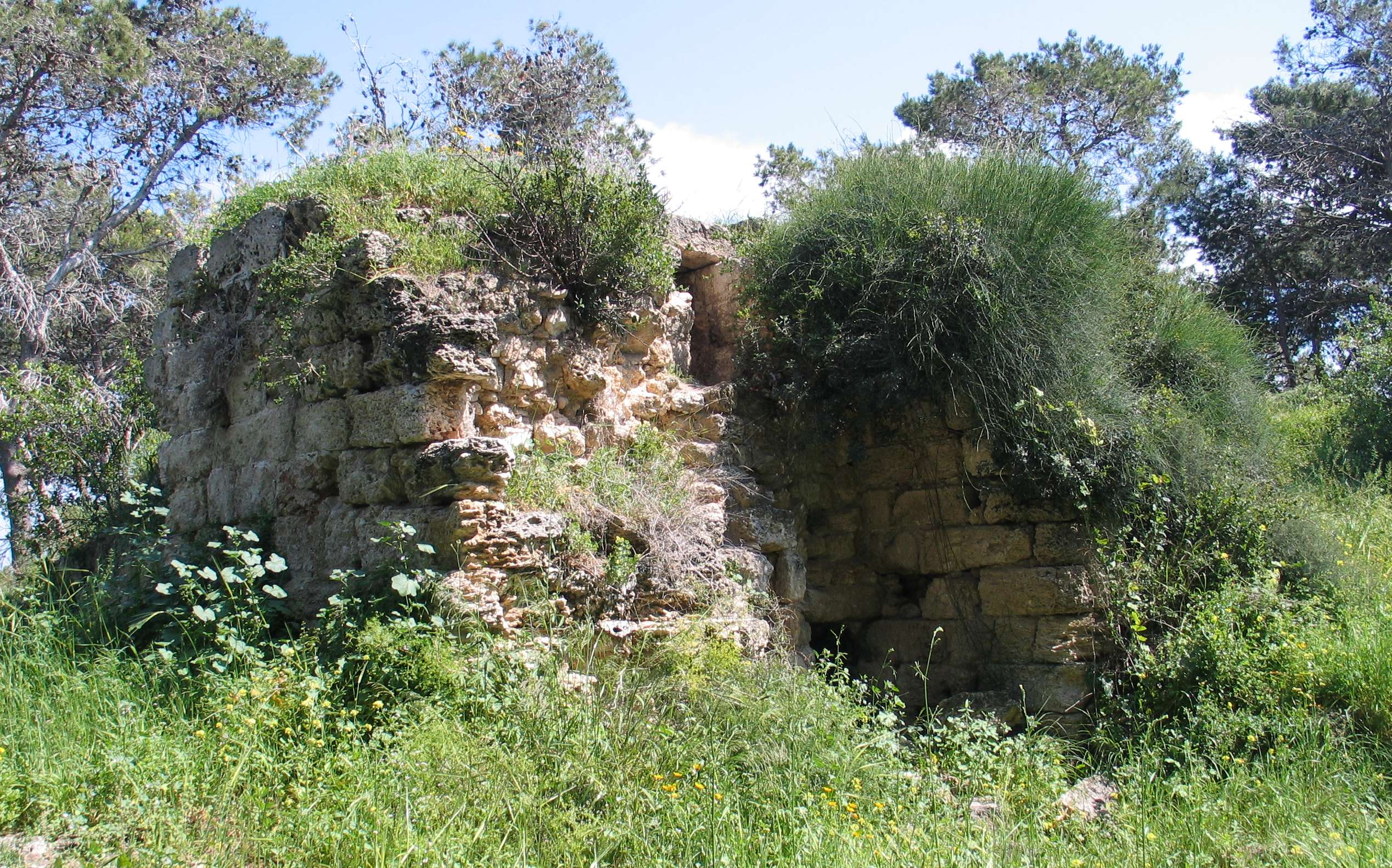
Ruiny Chirbet Rušmija ve čtvrti Romema

Romema (hebrejsky: רוממה) je čtvrť v jižní části Haify v Izraeli. Nachází se v administrativní oblasti Ramot ha-Karmel, v pohoří Karmel.

## Geografie
Leží v nadmořské výšce přes 200 metrů, cca 3 kilometry jižně od centra dolního města. Na jihu s ní sousedí čtvrť Ramat Ben Gurion, na severu Vardija, na západě Achuza a na východě Ramat Sapir. Zaujímá vrcholové partie nevelké sídelní terasy. Tu ohraničují zalesněná údolí, jimiž protékají vádí, směřující k severu do povodí Nachal Giborim. Dopravní osou jsou třídy Derech Pica jižně a Roš Mija severně odtud. Populace je židovská.

## Dějiny
Byla budována od 50. let 20. století. Plocha této městské části dosahuje 0,51 kilometru čtverečního). V roce 2008 tu žilo 3570 lidí (z toho 3350 Židů).